# Isoentomon serinus
Isoentomon serinus är en urinsektsart som beskrevs av Andrzej Szeptycki 2004. Isoentomon serinus ingår i släktet Isoentomon och familjen trakétrevfotingar. Inga underarter finns listade i Catalogue of Life.